# Музей „Конака“
Вижте пояснителната страница за други значения на Конак.
Музей „Конака“ е централната част на Регионалния исторически музей във Видин.

## История на Музей Конака
Създаден е като археологическо дружество през 1910 г. Според устава му неговата цел е „да се издирват, съхраняват и изучават паметниците на миналото, които ще се пазят в музей, който се устройва в град Видин“. Дружеството развива активна дейност, но войните от 1912 до 1918 г. нарушават ритъма на неговата работа.
На 1 март 1925 г. дружеството възобновява своята дейност под името „Бонония“. През 1932 г. музеят вече притежава своя собствена сграда – бившата турска поща, в която е уредена експозиция. В нея са застъпени праистория, палеонтология, археология и етнография. Нумизматичната сбирка тогава наброява 2500 монети, толкова са и изложените български шевици. Особено силно впечатление прави археологическата карта на Видинския край с всички известни обекти – църкви, римски пътища, антични и средновековни селища.
От 1948 г. музеят минава на подчинение на Окръжния народен съвет във Видин. През 1954 г. се преименува на Народен общ музей с историческа насоченост. За дейността му е предоставена старата сграда на общината – „Конака“, обявена за паметник на културата.

## Регионален музеен комплекс
Днес музейният комплекс включва административна сграда и 3 исторически обекта – средновековната крепост Баба Вида, Музей „Конака“ и Кръстатата казарма. В последните 2 сгради са поместени експозициите „Археология“, „История на България 15-19 век“ и „Етнография“, замъкът разполага със своя музейна сбирка.
В Историческия музей във Видин работят общо 20 души, от които 13 специалиста – историци и филолози, обединени в следните отдели: „Праистория“, „Археология“, „Нумизматика“, „История на България, 15-19 век“, „Етнография“ и „Нова история“. В неговите фондове се съхраняват 58 583 експоната, а на територията на Община Видин са разположени 56 недвижими паметника на културата – археологически обекти от Античността и Средновековието, църкви и джамии от 15 – 19 век, както и сгради от периода 1880 – 1925 г.

## Музей „Конака“
Сградата е построена през втората половина на 18 в. По-късно е значително видоизменена. Вероятно първоначално е била едноетажна с приходи в двете посоки, пресичащи се под прав ъгъл в средата. В централната му част се издигало кулообразно помещение – наблюдателница на пожарната охрана. Турците използвали сградата за полицейско управление, а към 1870-те години в нея се настанила българската църковна община. След Освобождението е преустроена, като в нея са вмъкнати елементи от българската възрожденска архитектура.
От 1956 г. сградата е преустроена за музей, чиито експозиции обхващат периода до 1878 г.